# آتش (فیلم ۲۰۲۰)
آتش (به روسی: Огонь) یک فیلم ژانر فاجعه روسی محصول سال ۲۰۲۰ به کارگردانی الکسی نوژنی است. این فیلم، داستانی قهرمانانه درباره آتش‌نشانان و امدادگران سازمان حفاظت هوایی از جنگل‌ها (آویالسوخرانا) و وزارت وضعیت‌های اضطراری روسیه است که در برابر نیروی ویرانگر طبیعت مقاومت می‌کنند و تبدیل به تنها امید مردم در این بحران می‌شوند. این فیلم شامل تصاویر واقعی از آتش‌سوزی‌های وحشتناک جنگل در سرزمین کراسنویارسک است.
فیلم آتش در ۲۴ دسامبر ۲۰۲۰ توسط شرکت همکاری مرکزی در روسیه اکران شد. این فیلم در مقایسه با بودجه تولید ۵۵۰ میلیون روبلی خود، بیش از ۹۲۶ میلیون روبل فروش داشت و به یک موفقیت تجاری دست یافت.

## داستان
گروهی از آتش‌نشانان روسی با سرعتی سرسام‌آور در جنگل‌های سوزان سیبری برای نجات ساکنان یک روستای دورافتاده مبارزه می‌کنند. اما لجاجت اهالی روستا و برخی مشکلات غیرقابل پیش‌بینی، به شکل‌گیری مبارزه‌ای جسورانه علیه شعله‌های آتش می‌انجامد.

## بازیگران
- کنستانتین خابنسکی
- ایوان یانکوفسکی
- استاسیا میلوسلاوسکایا
- آنتون بوگدانوف
- ویکتور دوبرونراوف
- رومن کورتسین
- تیخون ژیزنفسکی
- ایرینا گورباچوا
- یوگنیا دمیتریووا
- ویکتور سوخوروکوف

## تولید
این فیلم توسط استودیو تری‌ته (TriTe) نیکیتا میخالکوف فیلمساز مشهور روسی، با همکاری شرکت وی‌جی‌تی‌آرکی و کانال تلویزیونی راسیا-۱ فیلمبرداری و توسط شرکت همکاری مرکزی توزیع شده است. همچنین این فیلم در روند تولید و پخش مورد حمایت صندوق دولتی سینمای روسیه بود.